# Architectura et Amicitia

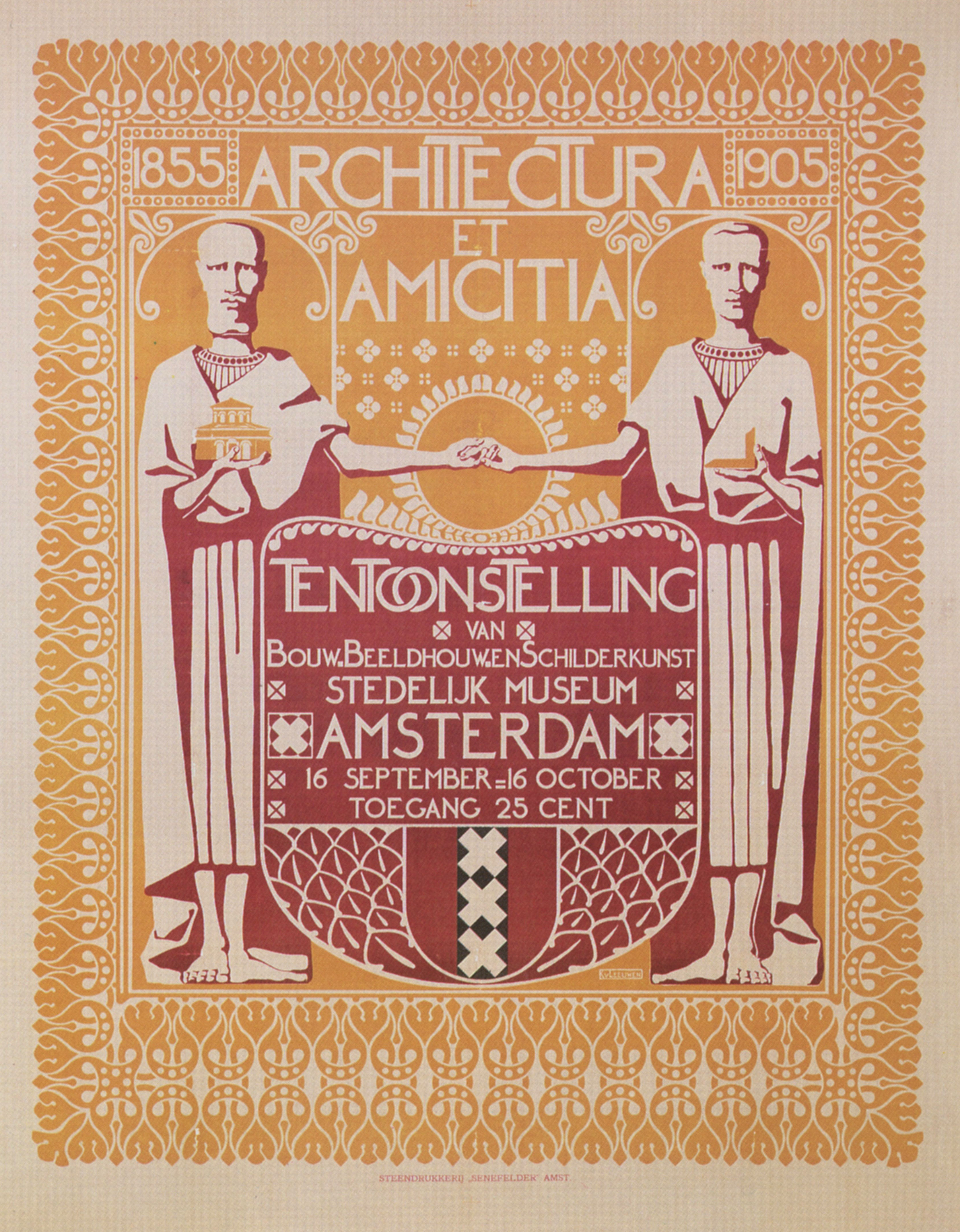
Affiche lustrumtentoonstelling (1905) door Klaas van Leeuwen.

Het Genootschap Architectura et Amicitia (Architectuur en Vriendschap afgekort AetA) is een landelijke vereniging van architecten, stedenbouwkundigen en landschapsarchitecten. Ook een aantal liefhebbers van deze vakgebieden zijn lid van AetA. 

## Oprichting
AetA is opgericht op initiatief van de jonge architect Jan Leliman (J.H., 1828-1910) op 23 augustus 1855 in café “De Stad Breda” aan de Warmoesstraat in Amsterdam. Bij de oprichting zijn een twintigtal jonge collega’s van Leliman en ook bouwkundigen, aannemers, opzichters en tekenaars aanwezig. De oprichters van AetA hebben de ambitie om elkaar te stimuleren in het architectenvak in de meest brede zin van het woord. Verbreding is onder ander zichtbaar in de aandacht voor beeldende kunst en toegepaste kunst. Het verenigingsleven werd gestimuleerd door lezingen, tentoonstellingen, binnenlandse excursies en feesten. Een internationale leesportefeuille verspreidde in beeld en tekst de bouwkundige ontwikkelingen in het buitenland. Bij gebrek aan bouwkunstonderwijs vanuit overheidswege ontwikkelde het Genootschap vanaf 1875 een eigen serie bouwkunstcolleges.
In 1897 treedt de eerste vrouw Cato Gruntke (C.E., 1872-1951), beoefenaar van schilderkunst en textiele werkvormen, op voorspraak van Karel de Bazel en Mathieu Lauweriks, toe tot het Genootschap.

## Vakbladen
Het uitgeven van vakbladen vormde een “ankerpunt” en de vereniging initieerde al dan niet met andere verenigingen periodieken en tijdschriften waaronder: Bekroonde Ontwerpen (1881-1883), De Bouwmeester (1884-1889) en De Architect (1890-1915), De Opmerker (1883-1892), Architectura (1893-1917) en (1922-1926). Architectura fuseerde in 1927 met het Bouwkundig Weekblad van de BNA: Bouwkundig weekblad Architectura. De bekendste uitgaven van AetA zijn de tijdschriften Wendingen (1918-1931) en het in 1946 gestarte tijdschrift Forum (1946-heden).

## Beeldbepalende institutionele initiatieven
In de loop van de 19e eeuw ontwikkelde AetA zich als een initiator van diverse ontwikkelingen, vooralsnog georiënteerd rond Amsterdam. Zo nam AetA het initiatief tot de oprichting van nog steeds functionerende organen in de architectuur- en bouwwereld zoals; de oprichting van de eerste Amsterdamse Ambachtsschool (1862), de oprichting van de Commissie voor de bebouwing van de Museumterreinen (1898), de oprichting van de Vereniging van de Ambachts- en Nijverheidskunstenaars (1904) de oprichting van het Voortgezet en Hoger Bouwkunst Onderricht (1908), en de Bond van Nederlandse Architecten (nu BNA, 1908).
Begin 20ste eeuw is het Genootschap o.a. betrokken bij de ontwikkeling van de Permanente Prijsvraag Commissie, de Erfgoedvereniging Bond Heemschut, de Amsterdamse commissie tot behoud van het Stadsschoon, en het Verbond van Kunstenaarsverenigingen.
Ook ijvert AetA al in 1912 voor de oprichting van een architectuurmuseum met collectievorming van architectenarchieven. Deze adviezen aan de overheid resulteerden pas in 1955 tot de oprichting van het SAM; Stichting Architectuurmuseum met als eindresultaat het in 1993 in Rotterdam geopende Nederlands Architectuur Instituut (NAI nu HNI).

## Bijdragen aan de Nederlandse Architectuur(-stromingen)
De leden van het Genootschap zijn vertegenwoordigers van de verschillende vernieuwende architectuurstromingen in de 19e en begin 20-ste eeuw; het eclecticisme, de neo-stijlen, de expressieve Amsterdamse School gevolgd door de latere ingetogener variant en een “zachte” variant van het functionalistische Nieuwe Bouwen. De opkomst van het Nieuw Bouwen veroorzaakt een richtingenstrijd tussen voor- en tegenstanders binnen AetA.
In 1940 komen de leden bijeen voor 'bezinning op de toekomst'. Deze al snel Doornse Leergangen (1941-1942/1945-1959) genoemde bijeenkomsten van AetA groeien ondanks de polemieken uit tot hét forum van Nederlandse architecten in bezettingstijd, mede door de deelname van Delftse bouwkunde studenten.
In 1946 wordt de doelstelling van AetA in de nieuwe statuten als volgt omschreven: 'Het genootschap stelt zich ten doel te bevorderen: de bouwkunst, stedebouw en de gebonden kunsten, zijnde uitingen van cultureel en sociaal leven, waarbij de veelzijdigheid van het Nederlands geestesleven fundamenteel wordt aanvaard alsmede de vriendschap der leden en de gemeenschapszin der vakgenooten.
De AetA-leden, waaronder veel toonaangevende architecten, hebben o.a. met de wederopbouwopgave, het volkshuisvestingsvraagstuk en later de stadsvernieuwingsopgaven als de beoogde cityvorming van de Amsterdamse Nieuwmarktbuurt (metroaanleg) stof ter discussie. Begin zeventiger jaren vertrekt AetA met 110 deelnemers voor een excursie naar Amerika, en laat zich inspireren door de Amerikaanse visie op de stadsvernieuwingsproblematiek: suburban action.

## Vernieuwing en geschiedschrijving
Eind jaren zeventig keert het nieuw aangetreden bestuur terug naar de basis: Architectura. Als in 1980 architectuurhistorica Dorien Boasson (1946-1992) toetreedt tot het bestuur wordt een vernieuwing in gang gezet. Praktisch, door tentoonstellingen, bijeenkomsten, prijsvragen en excursies, en bestuurlijk door een wijzing van de statuten in 1982. Ook verleent het AetA-bestuur de architectuurhistorici Jeroen Schilt en Jouke van der Werf de opdracht om de geschiedenis van het Genootschap Architectura et Amicitia 1855-1990 te onderzoeken en op te getekenden. Het archief van het genootschap wordt daarna ondergebracht bij het NAI (nu HNI). Deze uitgave wordt vervolgd met de verslaglegging over de periodes 1991-2005 en 2006-2020 in respectievelijk Appendix 1 en Appendix 2.

## Discussie-thema's en organisatie
Na het lustrumfeest van 2005 organiseert het bestuur een denktank om een vernieuwde koers uit te zetten. Er worden veel cruciale discussie thema's voor de komende jaren benoemd als transformatie, milieuproblematiek en duurzaamheid, functiemenging i.p.v. scheiding en mobiliteit maar ook 'CIAM onder de loep' en 'typisch Nederlandse stedelijkheid'. Maar ook de eigen positie, maatschappelijke verantwoordelijkheid en beroepsopvatting architect gaan aan de orde komen als contextualiteit versie autonome architectuur, moraliteit en engagement. Het worden de gespreksonderwerpen in de roerige tijden die volgen. Het voorlopig laatste dieptepunt voor de AetA beroepsgroep, was de desastreuze impact op de werkgelegenheid in de bouw en de architectenbureaus in het bijzonder, veroorzaakt door de bankencrisis van 2008.

Anno 2025 is het Genootschap gegroeid van een 20-tal leden in 1855 tot ruim 300 leden, met de 58e jaargang van Forum wordt gestart. Deze leden organiseren zelf binnenlandse- en buitenlandse excursies en discussieavonden. Het bestuur informeert zijn leden middels de digitale nieuwsbrief Plakkaat en initieert de opeenvolgende redacties van het tijdschrift FORUM en legt jaarlijks verantwoording af op de Algemene Ledenvergadering die altijd op een bijzondere architectonische locatie plaats vindt. AetA wordt op vrijwillige en onbezoldigde basis door vakgenoten gedragen.

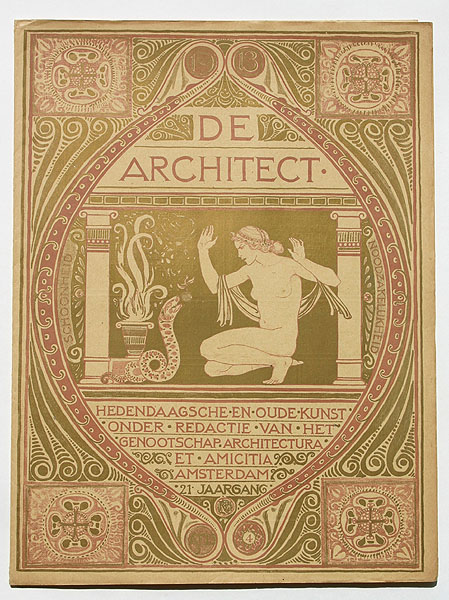
Richard Roland Holst. Omslag van De Architect. 1913.

## Voorzitters
| Periode   | Naam             | Periode   | Naam              |
| --------- | ---------------- | --------- | ----------------- |
| 1860-1863 | J.H. Leliman     | 1933-1942 | Wieger Bruin      |
| 1864-1868 | G.B. Salm        | 1945-1956 | Auke Komter       |
| 1869-1872 | J. Olie          | 1957-1966 | Frank Sevenhuysen |
| 1872-1892 | J.L. Springer    | 1967-1969 | Tjeerd Dijkstra   |
| 1892-1895 | J. Ingenohl      | 1970-1975 | Patrice Girod     |
| 1895-1896 | Willem Kromhout  | 1976-1981 | Jan Abels         |
| 1897-1899 | J.Th.J. Cuypers  | 1982-1986 | Pieter Bakker     |
| 1899-1901 | K.P.C. de Bazel  | 1987-1990 | Moshé Zwarts      |
| 1900-1905 | H.P. Berlage     | 1991-1994 | Auke Mulder       |
| 1908-1909 | Willem Kromhout  | 1995-1999 | Rein Jansma       |
| 1910-1912 | H.A.J. Baanders  | 2000-2005 | Hans van Heeswijk |
| 1913-1914 | H.J.M. Walenkamp | 2006-2010 | Cees Brandjes     |
| 1914-1916 | P.J. de Jongh    | 2010-2013 | Rens Schulze      |
| 1917-1919 | Jan Gratama      | 2013-2016 | Joke Vos          |
| 1919-1923 | K.P.C. de Bazel  | 2016-2019 | Irma van Oort     |
| 1928-1931 | J. de Meyer      | 2019-     | Jan Poolen        |

## Tijdschriften verbonden aan Architectura et Amicitia
| Naam                                | Jaargang(en) | Periode    | Vignet |
| ----------------------------------- | ------------ | ---------- | ------ |
| Verzameling van Bekroonde Ontwerpen |              | 1881-1883  |        |
| De Bouwmeester                      | I-II         | 1884-1886  |        |
| De Architect                        | I-XIX        | 1890-1912  |        |
| De Opmerker                         | XVIII-XXVII  | 1883-1892  |        |
| Architectura                        | I-XXX        | 1893-1926  |        |
| Bouwkundig Weekblad                 | IIL-LXII     | 1927-1940  |        |
| Wendingen                           | I-XII        | 1918-1931  |        |
| Forum                               | I-...        | 1946-heden |        |

## Boeken, overige uitgaven
- Genootschap Architectura et Amicitia 1855-1990 / Jeroen Schilt, Jouke van der Werf. Uitgeverij 010, Rotterdam 1992. ISBN 90-6450-105-X.
- Appendix 1, Genootschap Architectura et Amicitia 1991-2005 / Friso Broeksma. Uitgave Architectura et Amicitia, 2005.
- Appendix 2, Genootschap Architectura et Amicitia 2006-2020 / Xander Arets, Francisca Benthem, Juliëtte Daniëls, Sofia Dupon, Ton van Namen, Joost de Haan, Madeleine Steigenga, Hester Wolters. Uitgave Architectura et Amicitia, 2021. ISBN 978-90-74315-00-5
- Academie van Bouwkunst Amsterdam 1908-2008 / Dave Wendt, van ’t Klooster, I., e.a., Uitgeverij 010, Rotterdam 2008.ISBN 978-90-6450-668-0
- Architecten 15 portretten / Hans van Heeswijk (voorwoord); Madeleine Steigenga, Francisca Benthem, Hester Wolters. Uitgeverij Architectura & Natura, Amsterdam 2005. ISBN 9076863296